# Костинский стекольный завод
Костинский стекольный завод (Костинский завод стеклянных изделий) — предприятие, которое было организовано в XIX веке для изготовления изделий из стекла в селе Костино Дмитровского уезда Московской губернии.

## История
В XIX веке в деревне Костино стали активно изготавливаться изделия из стекла — пуговицы и чётки. Камушный промысел развивался активно. Мастера использовали готовое стекло, чтобы сделать бусы, запонки, пуговки, крестики, сережки, чётки.
В основном бусы и стеклянные пуговицы производились на дому. После того, как был открыт стекольный завод Грибкова в Костино, промысел стал приходить в упадок. Некоторые кустари продолжили свою работу. Грибков и Шишигин, чьи предприятия занимались изготовлением цветного стекла, раздавали его кустарям для дальнейшей переработки. Когда мастера выполняли свою работу и передавали заказчикам, изделия снова раздавали, но уже для отделки женщинам. Женщины также выполняли свою работу на дому.
В 1880 году в Костино работала стеклянная и бусово-пуговичная фабрика Грибкова. В селе Прокошево работала фабрика Шишигина. Мужчины на фабриках выполняли работы по литью стекла, изготавливали изделия из него. Женщины были заняты нанизыванием камушек на проволоку, занимались пробиванием пуговиц, нашивали на картон. Расчет производился с тысячи ниток. Владельцами стекольного предприятия были крестьяне, сумевшие разбогатеть и начать свое дело.
Годовой оборот фабрики Шишигина составлял 20 000 руб, а фабрики Григория Грибкова 12 000 рублей.
Изначально стекло для изделий завозилось из Санкт-Петербурга, но затем Шишигин перенес выплавку стекла в Дмитровский уезд и закупка материала в Санкт-Петербурге прекратилась. Перед Первой мировой войной в Костинском округе работало камушное и стекольно-плавильное заведение О. Т. Боголюбова и И. А. Крюкова, стеклоплавильный и пуговичный завод «Торгового дома» Грибкова (Лавровки).
В 1915 году в Костине между 20 кустарями был заключен договор о создании «Костинской трудовой артели по изготовлению стеклянных изделий» при содействии Дмитровского союза кооперативов. Старостой был И. В. Шишигин. В 1916 году артель заключила договор на поставку изделий для армии с Елизаветинским комитетом больных и раненых воинов. Дела артели развивались успешно — была собственная точка для сбыта продукции в Москве, а видимых конкурентов не было.
Костинский стекольный завод просуществовал до 1990-х годов. Там производили изделия из цветного стекла. В 1990-х годах завод разорился. Сейчас на месте, где когда-то был завод, организовано производство тротуарной плитки и разных изделий из пластмассы.